# Nesticus gertschi
Nesticus gertschi är en spindelart som beskrevs av Coyle och McGarity 1992. Nesticus gertschi ingår i släktet Nesticus och familjen grottspindlar. Inga underarter finns listade i Catalogue of Life.